# Weyrauchiana oxapampa
Weyrauchiana oxapampa is een hooiwagen uit de familie Zalmoxioidae.